# Seu Uchoa
Manoel Uchoa de Castro Pereira (Grajaú, 1985), mais conhecido como Seu Uchoa, é um poeta cordelista e humorista na cidade de Marabá, no Pará.

## Biografia
Manoel Uchoa de Castro Pereira nasceu no dia 7 de setembro de 1985, no interior do estado do Maranhão, no município de Grajaú. Filho de Raimundo Pereira e de Luísa Uchoa de Castro Pereira. Ele escreve cordel desde muito jovem. Mudou-se para Marabá, no Pará, em 2009, onde trabalhou também escrevendo paródias políticas. Além disso, participou de saraus, escreveu para jornais e publicou seu trabalho nas redes sociais.

## Reconhecimentos
- Membro da Academia de Letras Brasil (ALB), seccional Sul e Sudeste do Pará.[1][2]